# Ставре Янев
Ставре (Ставри) Янев Тонев е български революционер, деец на Вътрешната македоно-одринска революционна организация.

## Биография
Ставре Янев е роден в 1870 година в тракийското градче Бунархисар, тогава в Османската империя. Ставре Янев влиза във ВМОРО в 1899 година. От юли 1900 година е куриер на организацията в града. С оръжие през юни съпровожда специалната чета, изпратена от Задграничното представителство, начело с Георги Тенев и Христо Хаджиилиев в Родосто. След 6 дена четата се връща обратно в Бунархисарския революционен район. През юли 1900 година поради Керемидчиоглувата афера става нелегален четник и участва в няколко сражения. От 1900 до средата на 1902 година е четник в четата на Тодор Шишманов в Бунархисарския район, която има организационни задачи. Участва в сражението с войска над Ювилия. От 15 май 1903 година до избухването на Илинденско-Преображенското въстание в Тракия на 6 август 1903 година е четник на терористичната чета на Михаил Герджиков. С нея участва на конгреса на Петрова нива, на който се взема решение за общо въстание. По време на въстанието с четата на Герджиков участва в превземането на Василико и в сраженията с войска при Копрец, Китка и Сюрулебаир в полите на Странджа, както и в нападението на Мусакьойския мост. През октомври става четник в четата на Иван Варналиев, с която действа до края на въстанието. Сражава се в местността Папрати над Кладара, Малкотърновско.
След въстанието, заедно с брат си Тоньо, също четник на ВМОРО, емигрират в Свободна България.
На 1 април 1943 година, като жител на село Горни Близнак, Варненско, подава молба за българска народна пенсия, която е одобрена и пенсията е отпусната от Министерския съвет на Царство България.